# Пархоменко Володимир Дмитрович
Володимир Дмитрович Пархóменко (16 грудня 1933, Ашхабад, Туркменська РСР, СРСР — 25 червня 2022) — радянський та український хімік-технолог, державний діяч, педагог. Працював у галузі плазмохімії неорганічних речовин і науково-технічної інформації. Член-кореспондент Академії педагогічних наук України (1994), доктор технічних наук (1976), професор. Депутат Верховної Ради УРСР 11-го скликання. Міністр вищої і середньої спеціальної освіти УРСР (1984—1991). Член ЦК КПУ в 1986—1990 р.
Лауреат Державної премії України в галузі науки і техніки (1992), заслужений працівник вищої школи УРСР (1979), відмінник освіти України (2002).

## Життєпис
Виріс у селі Спаське Запорізької області. 1952 року закінчив Мелітопольську середню школу, з 1953 по 1958 р. навчався у Дніпропетровському хіміко-технологічному інституті ім. Ф. Е. Дзержинського.
Після закінчення з відзнакою інституту працював інженером-технологом, майстром на Запорізькому трансформаторному заводі, інженером-конструктором проектно-конструкторського бюро «Металург-автоматика» у Дніпропетровську. 1960 року почав навчання в аспірантурі Дніпропетровського хіміко-технологічного інституту, згодом працював асистентом, доцентом, деканом, завідувачем кафедри і, а з 1972 року — ректором Дніпропетровського хіміко-технологічного інституту. Член КПРС з 1965 року.
З червня 1984 року працював першим заступником міністра, а з 19 грудня 1984 року— міністром вищої та середньої спеціальної освіти Української РСР. Після реформування системи освіти у 1991 р. працював першим заступником голови Державного комітету України з питань науки і технологій, а в 1997—2007 роках очолював Український інститут науково-технічної і економічної інформації Міністерства освіти і науки України. З 2007 року — ректор Державного інституту інтелектуальної власності.
Кандидатська дисертація: «Дослідження антифрикційних матеріалів, отриманих на основі фторопласту-4» (Дніпропетровський хім.-технол. інститутт, 1964); докторська дисертація: «Синтез ціанистоводневої кислоти низькотемпературної плазми» (Харківський політехнічний інститут, 1975).

Могила Володимира Пархоменка, Байкове кладовище

Автор близько 600 наукових праць, зокрема 7 монографій, 2 навчальних посібників, 90 патентів та авторських свідоцтв у галузі плазмохімії неорганічних речовин і науково-технічної інформації. Під його керівництвом захищено більше 40 кандидатських і докторських дисертацій.
В. Д. Пархоменко був повноважним представником України в Міжнародному Центрі науково-технічної інформації, повноважним представником України в міждержавній Координаційній Раді з науково-технічної інформації. Він був головним редактором журналу «Науково-технічна інформація», а також членом редакційних колегій міжнародного журналу «Информация и инновации» (Москва) й журналів «Наука та інновації» та «Інтелектуальна власність».
Був одружений, виховав сина та доньку. Помер на 89-му році життя 25 червня 2022 року. Похований на Байковому кладовищі (ділянка № 27а, 50°25′8.97″ пн. ш. 30°30′12.34″ сх. д. / 50.4191583° пн. ш. 30.5034278° сх. д.).

## Нагороди
- два ордени Трудового Червоного прапора (1981, 1985),
- «За заслуги» III ступеня (травень 1998)[4],
- Грамота Президії Верховної Ради УРСР (1983),
- Почесна грамота Верховної Ради України (2003)
- Почесна грамота Кабінету Міністрів України (грудень 2003)[5],
- медаль «За доблесну працю. В ознаменування 100-річчя з дня народження Володимира Ілліча Леніна» (1970)
- медаль ім. В. П. Глушкова,
- орден святого Володимира за заслуги перед Українською Православною Церквою.
- Лауреат Державної премії України в галузі науки і техніки (1992)[6].